# Ландшафтна архитектура (ЛТУ)
Катедра „Ландшафтна архитектура“ към Лесотехническия университет в София е основана през 1954 г. с името „Градинско и парково строителство“, след което е преименувана няколко пъти: „Озеленяване на населените места“, „Озеленяване“, „Парково и ландшафтно устройство“, „Ландшафтна архитектура“.
През първите 2 години след основаването и катедрата е ръководена от член на ръководството на института или от някой от ръководителите на другите катедри, които са обслужвали специалността „Горско стопанство“. От 1956 г. за ръководител на катедрата е избиран член от преподавателския състав на катедрата, като от 1956 до 1966 г. ръководител на катедрата е доц. Любен Стойчев.
Основни направления на учебната и научноизследователската дейност в катедрата са:
- История и теория на градинско-парковото изкуство
- Изграждане, поддържане и развитие на „зелените системи“ (обществени зелени площи, паркове, градини, улично озеленяване, горски паркове)
- Паркоустрояване на паркови обекти със специално предназначение
- Планиране и устойчиво развитие на ландшафтите
- Планиране и устойчиво развитие на ландшафта като среда за отдих и туризъм
- Използване на декоративната дървесно-храстова и цветна растителност за обемно-пространствено изграждане на парковите обекти и интериорно озеленяване
- Проектиране и изграждане на паркови архитектурни елементи
- Графичен и парков дизайн

## Външни ресурси
- Официален сайт на Лесотехническия университет (ЛТУ)
- Ландшафтна архитектура в Start.bg
- Ландшафтна архитектура в Links.bg